# Vereinigung der Pflegenden in Bayern
Die Vereinigung der Pflegenden in Bayern (VdPB) ist als Körperschaft des öffentlichen Rechts die Interessenvertretung und das Selbstverwaltungsorgan der beruflich Pflegenden in Bayern. Die VdPB vertritt die Interessen von Pflegefachpersonen sowie von Pflegefachhelfern, die in Bayerns Krankenhäusern, Alten- und Pflegeeinrichtungen sowie ambulanten Diensten arbeiten. Die VdPB sitzt in für die pflegerische Versorgung Bayerns relevanten Gremien und gestaltet die Gegenwart und Zukunft der Pflegeberufe mit. Als Körperschaft des öffentlichen Rechts übernimmt sie außerdem gesetzliche Aufgaben auf der Grundlage des Bayerischen Pflegendengesetzes (BayPfleG), das im Juli 2024 als Novellierung des Bayerischen Pflegendenvereinigungsgesetzes vom Bayerischen Landtag verabschiedet wurde. Die Rechtsaufsicht obliegt dem Bayerischen Staatsministerium für Gesundheit und Pflege.

## Aufgaben
Im BayPfleG sind folgende Aufgaben der Vereinigung der Pflegenden in Bayern vorgesehen:
1. Die Interessen der Angehörigen der Pflegeberufe zu vertreten, zu fördern und zu stärken.
2. Die Fort- und Weiterbildung der Angehörigen der Pflegeberufe zu fördern und Fort- und Weiterbildungsangebote zu entwickeln.
3. Sich bei der Erarbeitung, Fortschreibung und Evaluation von Qualitätsrichtlinien für die Pflege unter Berücksichtigung des Stands der Wissenschaft zu beteiligen.
4. Erhebungen zum Arbeitskräftebedarf in der Pflege und zur Arbeitssituation von Angehörigen der Pflegeberufe durchzuführen.
5. Gerichten und Behörden auf Verlangen Gutachten zu erstatten oder geeignete Sachverständige zu benennen.
6. Einen Entwurf einer Berufs- und Weiterbildungsordnung unter Beteiligung des Fachbeirats nach Art. 25 Abs. 3 des Pflege- und Wohnqualitätsgesetzes und Berücksichtigung des Stands der Wissenschaft zu erstellen.
7. Ihre Mitglieder in berufsrechtlichen, berufsethischen und fachlichen Belangen zu beraten sowie
8. an der öffentlichen Gesundheitspflege mitzuwirken.

Das Bayerische Staatsministerium für Gesundheit, Pflege und Prävention wird ermächtigt, durch Rechtsverordnung weitere Aufgaben zu bestimmen.
Die Behörden sollen in Angelegenheiten, die den Bereich der Pflege betreffen,
1. der Vereinigung der Pflegenden in Bayern auf Anfrage Auskunft erteilen, soweit nicht dienstliche Gründe entgegenstehen, und
2. die Vereinigung der Pflegenden in Bayern frühzeitig anhören.

Die Vereinigung der Pflegenden in Bayern soll zudem mit Institutionen und Verbänden im Bereich der Pflege vertrauensvoll zusammenwirken. Hierzu kann sie sich insbesondere an Vereinigungen des privaten oder öffentlichen Rechts beteiligen, in solchen mitwirken oder solche bilden.
Seit dem 1. Januar 2021 ist die VdPB für die Anerkennung von Weiterbildungen in der Pflege (nach AVPfleWoqG) und im Hebammenwesen zuständig. Dazu gehören bislang die Weiterbildungen zur Praxisanleitung, zur Einrichtungsleitung, zur Pflegedienstleitung und in der Gerontopsychiatrischen Pflege und Betreuung.
Mit der Verabschiedung des BayPfleG wurde außerdem verkündet, dass das Bayerische Pflegendengesetz um einen zweiten Teil ergänzt wird. In diesem ist in Artikel 7 die Einführung eines Berufsregisters für Pflegefachpersonen zum 1. Juni 2025 festgehalten. Damit wurde der VdPB die Aufgabe übertragen, das Register der bayerischen Pflegefachpersonen zu führen.

## Organe der VdPB
- Mitglieder- bzw. Delegiertenversammlung
- Vorstand bestehend aus einer Präsidentin/einem Präsidenten, zwei Vizepräsidentinnen/Vizepräsidenten und acht weiteren Mitgliedern

## Historie
Der Gründung der VdPB waren viele Jahre der Diskussion um den richtigen Weg der berufsständischen Vertretung der professionellen Pflege vorausgegangen. Verschiedene Berufsverbände und andere Organisationen hatten immer wieder gefordert, eine sogenannte Pflegekammer mit Pflichtmitgliedschaft in Bayern einzurichten. Als sich dafür keine politischen Mehrheiten finden ließen, entschloss sich die Bayerische Staatsregierung, eine repräsentative Umfrage in Auftrag zu geben, mit dem Ziel, die Haltung der bayerischen Pflegefachpersonen zu einer Verkammerung ihres Berufs einschließlich der entsprechenden Mitgliedsbeiträge zu erfassen.
Die Ergebnisse dieser Umfrage zeigten, dass nur die Hälfte aller Pflegefachpersonen der Errichtung einer Pflegekammer grundsätzlich zustimmte. Dem gegenüber standen 52 Prozent der Befragten, die einen Pflichtbeitrag zu einer Pflegekammer ablehnten.
Mit den Umfrageergebnissen begründete schließlich Bayerns Gesundheits- und Pflegeministerin Melanie Huml ihre Idee von einer beitragsfreien Interessenvertretung der Pflegeberufe auf Basis freiwilliger Mitgliedschaft. Am 24. April 2017 wurde in der Folge das Pflegendenvereinigungsgesetz mit einer breiten parteiübergreifenden parlamentarischen Mehrheit durch den Bayerischen Landtag verabschiedet. Auf der Grundlage dieses Gesetzes können beruflich Pflegenden in Bayern freiwillig und beitragsfrei Mitglied werden. Am 24. Oktober 2017 nahm der Gründungsausschuss der Vereinigung der Pflegenden in Bayern seine Arbeit auf und wählte als erste Amtshandlung einen Gründungsvorstand.
Der Gründungsvorstand der VdPB erarbeitete eine Hauptsatzung und eröffnete in Oberschleißheim eine Geschäftsstelle, die wenig später ihre Arbeit aufnehmen konnte. Geschäftsführer wurde Gründungsvorstandsmitglied Michael Wittmann. Präsidium und Vorstand erarbeiteten eine Wahl- und eine Entschädigungsordnung und befassten sich mit organisatorischen Detailfragen. Parallel wurden die Verwaltung und die Außendarstellung weiter aufgebaut. Ende 2018 konnten die ersten Mitglieder aufgenommen werden.
Im April 2019 fand die erste ordentliche Mitgliederversammlung statt. Gründungspräsident Georg Sigl-Lehner wurde von der Mitgliederversammlung im Amt des Präsidenten bestätigt, Agnes Kolbeck und Sonja Voss wurden als Vizepräsidentinnen bestätigt. Die Versammlung wählte außerdem aus ihrer Mitte den achtköpfigen Vorstand und verabschiedete Satzung sowie Wahl- und Entschädigungsordnung.
Die Delegiertenversammlung wählte  im Juni 2024 ein neues Präsidium und einen neuen Vorstand. Kathrin Weidenfelder wurde zur Präsidentin, Matthias Drossel und Michael Wetterich als Vizepräsidenten der VdPB gewählt.

## Mitgliedschaft
Die Mitgliedschaft in der VdPB ist für beruflich Pflegende freiwillig und beitragsfrei. Mitglied werden können Angehörige der Pflegeberufe, die in Bayern einen pflegerischen Beruf ausüben oder, ohne den Beruf auszuüben, in Bayern ihre Hauptwohnung haben. Zudem können Berufsverbände und Gewerkschaften, die die beruflichen Belange einer nennenswerten Zahl von Angehörigen der Pflegeberufe in Bayern vertreten und ihren Sitz in Bayern haben, ebenfalls ihre Mitgliedschaft in der VdPB beantragen. Angehörige der Pflegeberufe sind nach BayPfleVG Pflegefachpersonen mit mindestens dreijähriger Ausbildung und einer Erlaubnis zum Führen der Berufsbezeichnung auf dem Gebiet der Gesundheits- und Krankenpflege, der Gesundheits- und Kinderkrankenpflege oder der Altenpflege und Pflegefachhelferinnen sowie Pflegefachhelfer mit mindestens einjähriger Ausbildung.

## Kritik
Die Gründung der VdPB wurde von heftiger Kritik begleitet. Diese entzündete sich vor allem an der freiwilligen Mitgliedschaft und der Beitragsfreiheit. Ohne Pflichtmitgliedschaft könne nicht von einem legitimierten Mandat zur Regelung berufseigener Angelegenheiten ausgegangen werden und valide Aussagen zu Anzahl und Qualifikation von Pflegenden seien dadurch ebenfalls nicht möglich. Zudem sei eine aus Steuermitteln finanzierte Organisation nicht unabhängig und auf das Wohlwollen der jeweiligen Staatsregierung angewiesen.
Die Teilnehmer der konstituierenden Sitzung der Pflegekammerkonferenz zur Gründung einer Bundespflegekammer legten Kriterien für die Aufnahme in eine Bundespflegekammer fest, die in erster Linie die Finanzierung durch Erhebung von Mitgliedsbeiträgen und eine Pflichtmitgliedschaft für Pflegefachpersonen umfassen. Dadurch positionierte sich die Pflegekammerkonferenz ebenfalls explizit als Kritikerin der VdPB.